# Madonna col Bambino (Giotto)
La Madonna col Bambino è un dipinto tempera e oro su tavola (85,5 × 62 cm) di Giotto, databile al 1325-1330 circa e conservato nella National Gallery di Washington.

## Storia
Fu Roberto Longhi nel 1930 a ipotizzare per primo che la Madonna Kress, il Santo Stefano del Museo Horne di Firenze, il San Giovanni Evangelista e il San Lorenzo del Museo Jacquemart-André di Chaalis facessero originariamente parte di un medesimo polittico, con un quinto pannello sconosciuto. Come sede originaria del dipinto si ipotizzò una delle cappelle di Santa Croce a Firenze in cui si trovavano polittici di Giotto citati dalle fonti antiche (Vasari e Ghiberti), magari la cappella Pulci-Berardi.
Indagini tecniche recenti hanno però escluso dal gruppo il Santo Stefano, forse l'opera più raffinata del gruppo, confermando dei dubbi che già alcuni studiosi avevano avuto: la preparazione di fondo a terra verde lo differenzia infatti dalle due tavole francesi, a terra rossa.
Le vicende della Madonna col Bambino sono ignote fino al 1917-1918, quando il parigino Édouard de Max la vendette alla Duveen Brothers Inc. nel 1920 venne acquistata da Henry Goldman per poi tornare agli stessi mercanti d'arte nel 1930, i quali la cedettero poi a Samuel Henry Kress nel 1937. La tavola fece parte della prima donazione di Kress al nascente museo nazionale, nel 1939.
La datazione comunque è legata alla fase tarda, vicina ai dipinti della Cappella Bardi, anche per le influenze gotiche piuttosto accentuate.

## Descrizione e stile
L'opera è l'unica fuori Europa ad essere concordemente attribuita a Giotto. La Madonna col Bambino in braccio è dipinta a mezza figura su fondo oro, secondo la tradizione trecentesca, derivata dalle icone bizantine. Giotto tuttavia seppe ammodernare il soggetto con il particolare modellato dei corpi, che appaiono saldi volumetricamente e quasi dilatati in grandi campiture di colore, con pose sinuose e linee eleganti ma realistiche, estranee agli arabeschi troppo capricciosi del decorativismo più strettamente gotico. Gli occhi eleganti e lunghissimi di Maria sembrano confrontarsi a distanza con le Madonne di Simone Martini, pittore allora molto in voga, alla ricerca di un metro più elegante e ornato, senza però raggiungere il tono squisitamente profano del collega senese.
Gli incarnati delicatissimi della madre e del figlio sono torniti da sapienti sfumature, con grande cura nel disegno e con alcuni virtuosismi, come il morbido panneggio del manto della Vergine o come il velo semitrasparente che copre il bambino.
Se da un lato la rappresentazione segue ancora alcune regole iconografiche bizantine, con citazioni testuali come la croce a forma di stella siriana che si ripete tre volte sul bordo della veste di Maria (formando una specie di diadema sulla fronte), dall'altro se ne distacca, conferendo ai suoi personaggi un'inedita umanità, testimoniata ad esempio nei teneri gesti che legano i due, come il modo fanciullesco di Gesù di stringere un dito della madre con la manina sinistra.
Maria tiene in mano una rosa bianca senza spine, simbolo di innocenza e di Immacolata Concezione (nessuna spina quindi nessun peccato). Curioso è poi il gesto di Maria che sembra da un lato tendere la rosa al figlio, che fa per afferrarla, dall'altro trattenerla per gioco.